# TOI-270
TOI-270 — червоний карлик спектрального класу M, розташований на відстані 73,31 світлового року від планети Земля, у сузір'ї Живописця. Довкола цієї зорі обертаються три екзопланети, дві з яких потенційні газові гіганти та ще одна потенційна кам'яниста планета.

## Фізичні характеристики

Відносний розмір зір класу M з іншими зірками головної послідовності

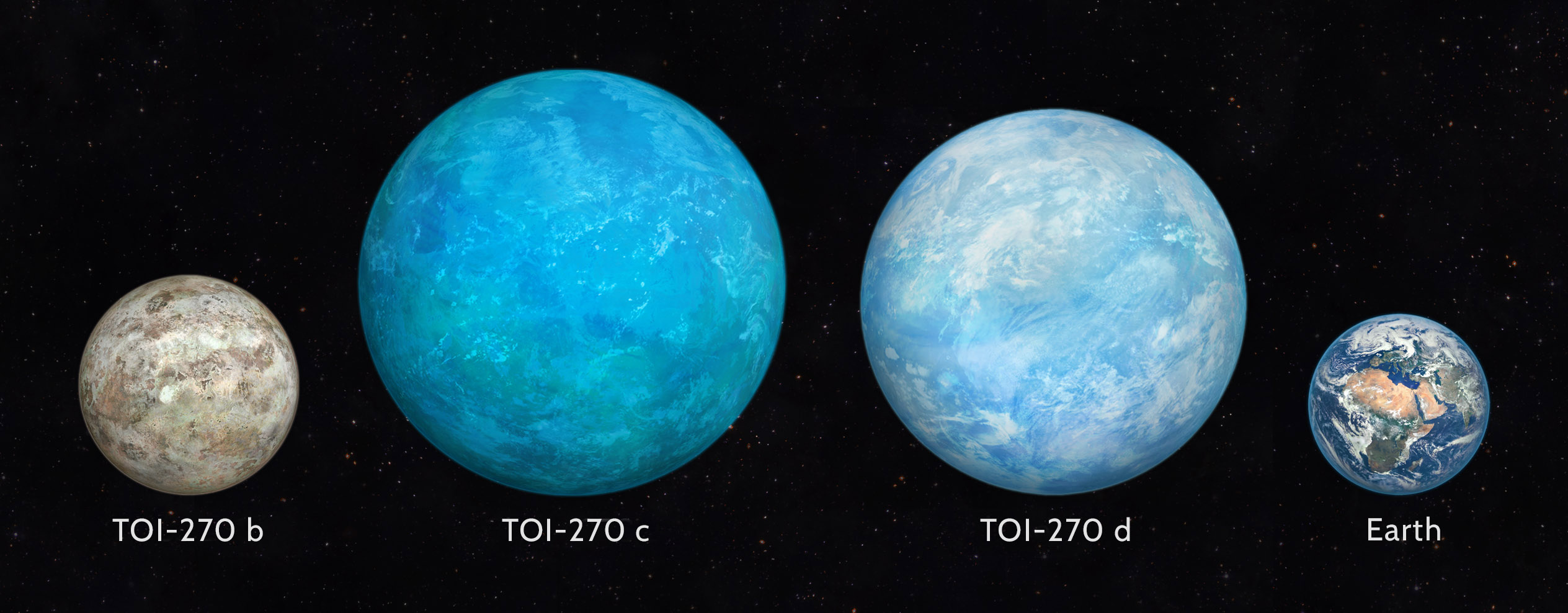
Система TOI-270 в уяві митця

TOI-270 — це червоний карлик спектрального класу M. Маса зорі — 0.39 (± 1)M☉. Радіус зорі — 0.38 R☉, що дорівнює близько 1832470 км. Температура зорі — 3551 K (3277°C, 5932°F, 2622°R).

## Тип зорі
TOI-270 — зоря головної послідовності, червоний карлик спектрального типу M3.0V C. Червоні карлики — найбільш поширений тип зір у Чумацькому шляху. Червоні карлики також є одними з найменших за розміру і масою типом зір у Всесвіті. Зорі спектрального класу M загалом мають ефективні температури менші за 4200 K, унаслідок чого мають червоний колір.

## Планетарна система

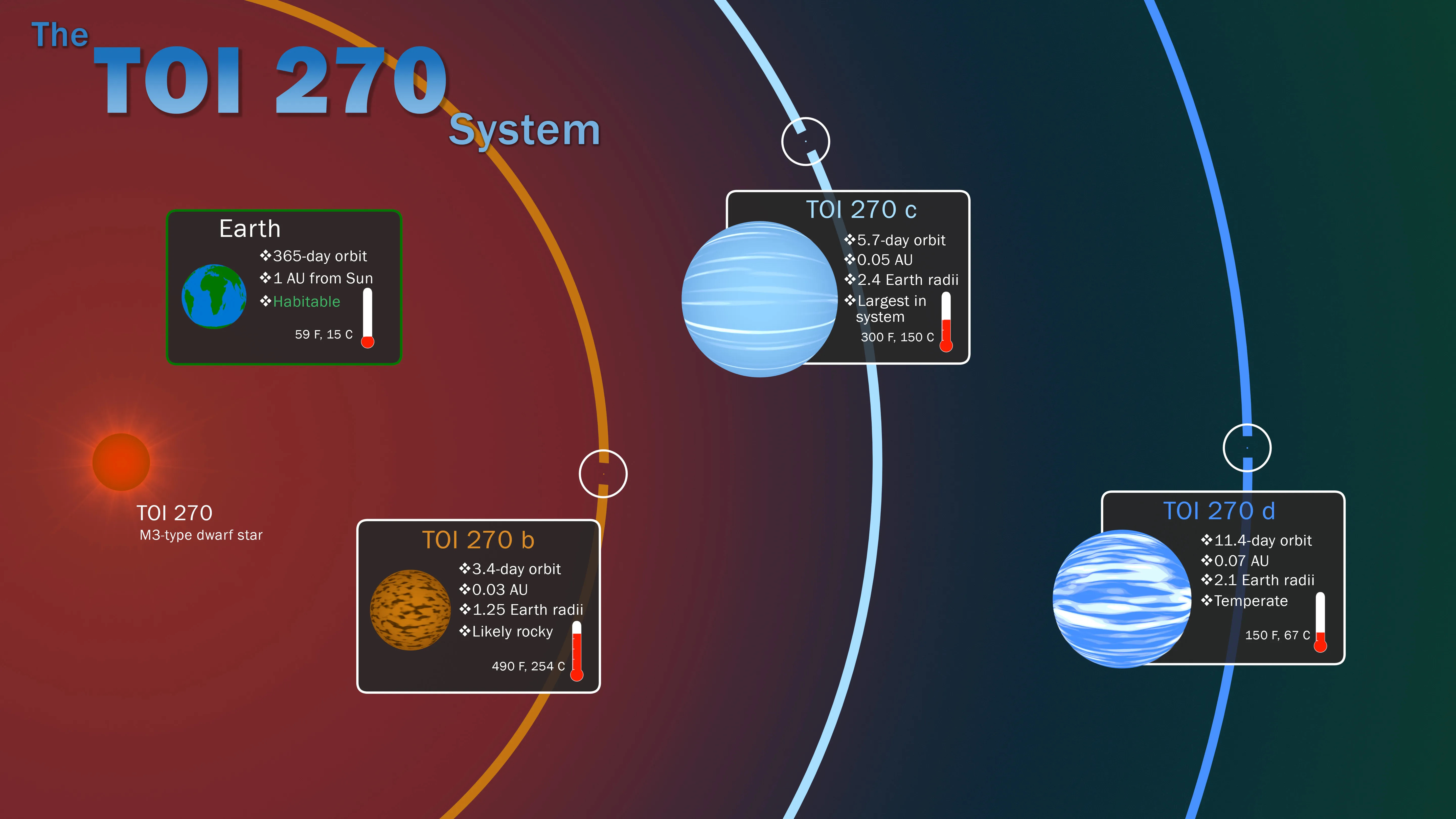
Система TOI-270

У системі TOI-270 розташовані три екзопланети. Усі три обертаються довкола TOI-270 і були виявлені транзитним методом за допомогою космічного апарата TESS. Серед них немає планети з потенційним життям на ній. Серед трьох екзопланет — два газових гіганти класу мінінептун і одна кам'яниста планета класу надземля. Не виявлено ніяких можливих екзосупутників цих екзопланет.
TOI-270b — найближча екзопланета до TOI-270, єдина кам'яниста планета планетарної системи. Маса — 1,74(±0,16)M🜨, радіус — 1,2265(±0,16) R🜨, густина — 5422 кг/м³, температура — 255 °C, відстань до TOI-270 — 0.0306 а.о., орбітальний період — 3.36008 земної доби.
TOI-270c — друга за віддаленістю від TOI-270 екзопланета. Екзопланета класу мінінептун. Маса — 6,6M🜨, радіус — 2,42 R🜨, густина — 2572 кг/м³, температура — 151 °C, відстань до TOI-270 — 0.0472 а.о., орбітальний період — 5.660172 земної доби.
TOI-270d — остання за віддаленістю від TOI-270 екзопланета. Екзопланета класу мінінептун. Дані космічних телескопів «Джеймс Вебб» і «Габбл» показали багату на водень атмосферу і наявність у ній водяної пари, метану, діоксиду вуглецю. Ще можливі діоксид сірки разом із сірковуглецем. Маса — 5,4M🜨, радіус — 2,13 R🜨, густина — 3083 кг/м³, температура — 67 °C, відстань від TOI-270 — 0.0733 а.о., орбітальний період — 11.38014 земної доби.

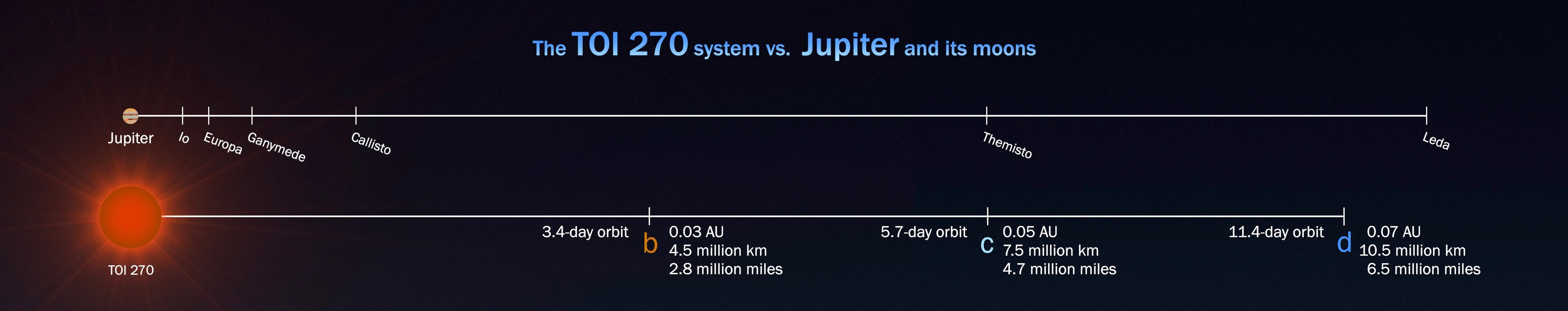
Порівняння системи TOI-270 з його екзопланетами і системи Юпітера з його супутниками